# Scopula roseocincta
Scopula roseocincta là một loài bướm đêm trong họ Geometridae.